# ریبادسیا
ریبادسیا دهستانی در استان آستوریاس اسپانیا است.
در این دهستان ۶٬۲۷۰ نفر زندگی می‌کنند. مساحت این دهستان ۸۴٫۳۷ کیلومتر مربع است.